# 地缘经济学
地缘经济学(英語：Geoeconomics)又译“地理经济学”广义上是指对经济和资源在空间、时间以及政治方面的研究。地缘经济学作为地缘政治分支的形成，通常认为归功于美国经济学家爱德华·鲁特瓦克（Edward Luttwak），法国经济学家和政治学家帕斯卡·洛罗特（Pascal Lorot），阿塞拜疆经济学家Vusal Gasimli将地缘经济学定义为从地球中心延伸到外太空的空间里（包括对行星资源的经济分析），研究经济学、地理学和政治学之间的相互关系。